# José Caballos Mojeda
José Caballos Mojeda, née le 9 décembre 1953 à Séville, est un homme politique espagnol membre du PSOE.

## Biographie

### vie privée
Marié, il est père d'une fille et un fils.

### Profession
Il est professeur de l'enseignement primaire.

## Carrière politique
Il est conseiller municipal de Séville et porte-parole du groupe socialiste à la députation provinciale de Séville de 1983 à 1987. Cependant, sa vie politique est intimement liée au Parlement d'Andalousie puisqu'il est y est député pour la circonscription de Séville de 1982 à 2015 sans interruption ; de la première jusqu'à la neuvième législature régionale. Il occupe les fonctions de porte-parole du groupe parlementaire socialiste régional de 1994 à 2004.
Il cumule son mandat de député régional avec celui de sénateur de désignation autonomique de 1996 à 2008. Le 1er juillet 2015, il est une nouvelle fois désigné sénateur par le Parlement d'Andalousie en représentation de l'Andalousie au Sénat espagnol.